# DMSP Block 3 F1
DMSP Block 3 F1 – amerykański wojskowy satelita meteorologiczny; pierwszy należący do Defense Meteorological Satellite Program. Jedyny satelita w serii Block 3, będący zmodyfikowanym satelitą Block 2. Czasem oznaczany jako DMSP Black 4A F3.

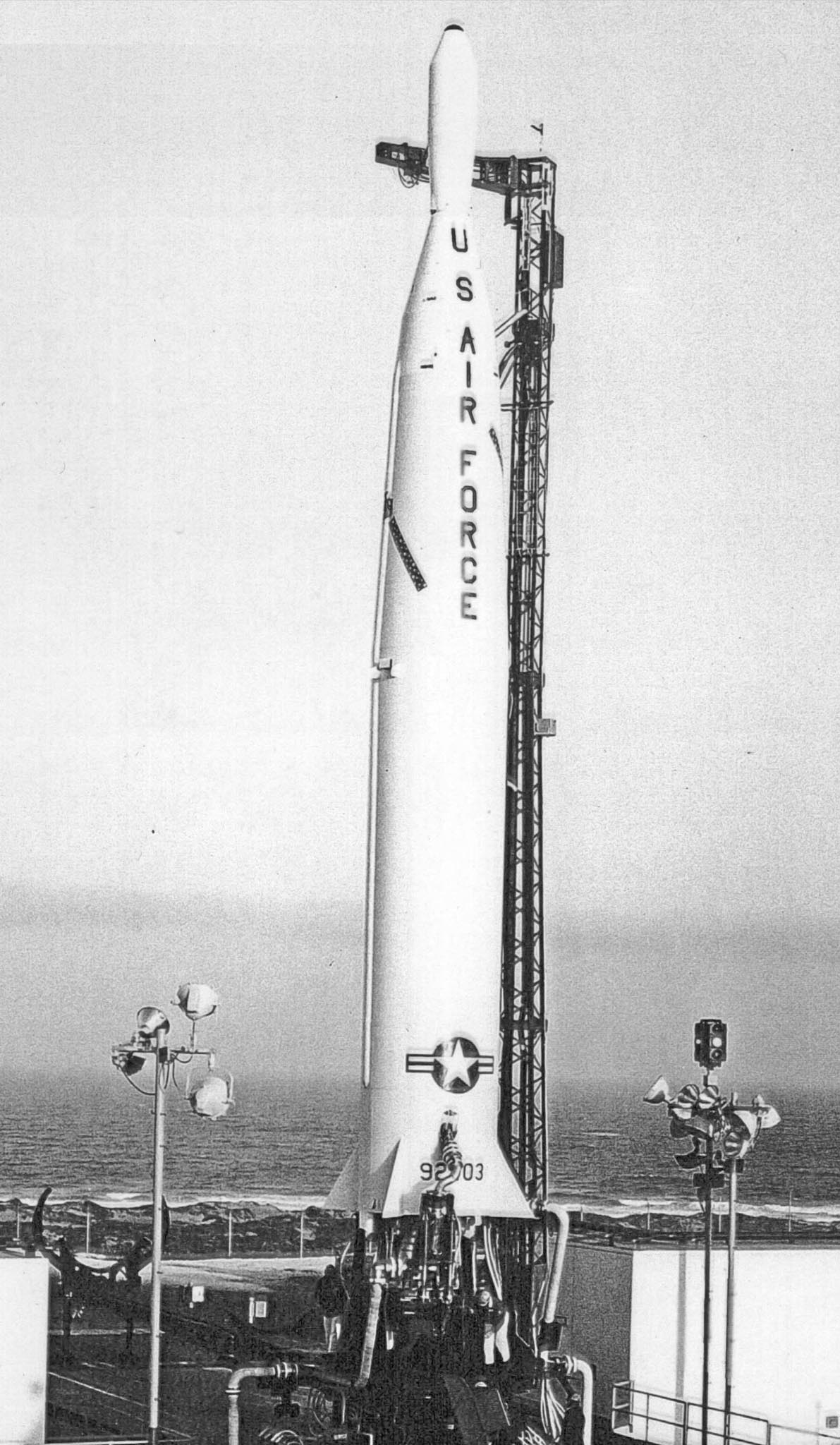
Start rakiety Thor Burner z satelitą DMSP 4A F3